# Graeme Brown
Graeme Allen Brown (født 9. april 1979 i Darwin, Northern Territory) er en australsk tidligere professionel cykelrytter, der startede karrieren i 1995 i amatør-cykelklubben St. George. Han bor i Menai, en forstad til Sydney.
Han har gennem sin karriere etableret sig som en supersprinter på linje med prominente cykelryttere som Tom Boonen, Robbie McEwen og Erik Zabel. Han har desuden modtaget en ordensmedalje, Medal of the Order of Australia, for "tjeneste værdig til særlig anerkendelse".

## Karriere

### En tidlig start
For Graeme Brown begyndte "karrieren" meget tidligt. Allerede før han blev tre år gammel, kastede han sig jævnligt op på naboens cykel og kørte derudaf.
Af denne grund købte hans forældre ham en cykel. Denne cykel havde naturligvis støttehjul, som hans straks beordrede afmonteret. Browns styrtede første gang, da han var tre år gammel og faldt på sin mors cykel og brækkede benet, hvilket krævede et hospitalsophold på ti dage.

### BMX-cykling med hans bror
Det var også, mens han var tre, at han kastede sig ud i at køre BMX. Graemes storebror, Raymond, kørte, så de begyndte at køre sammen. Efter familien var blevet flyttet til Tasmanien, begyndte han at deltage i lokale mesterskaber, hvoraf han sejrede i syv.
Efter dette flyttede de til Sydney, hvor han blev ved med at køre BMX. Graeme Brown deltog i tolv nationale titelløb i træk og tre internationale løb; i det sidste i 1990 (i en alder af elleve) blev han nummer to i hele verden.

### En smagsprøve på banen og landevejen
Mens Graeme og familien opholdt sig i Tasmanien, prøvede han for første gang at snuse til banecykling. Der var et sted, hvor man kunne leje en banecykel, men eftersom banesæsonen var nær enden, fik han ikke cyklet meget.
Men så kom landevejssæsonen, og Graeme Browns far købte ham en syvgears Shimano-cykel. Selvom han var relativt ny i sporten, vandt han sit første landevejsløb. Derefter prøvede Graeme at køre længere løb, men måtte opgive på grund af et fysisk problem. Hans krop kunne på daværende tidspunkt ikke holde til at sidde foroverbøjet i så lang tid, så lægen anbefalede ham at gå tilbage til BMX, indtil hans krop var mere udviklet; hvilket han så gjorde.

### En karriere tager form
Det var i november 1994, at det egentlige skift fra BMX til landevejscykling kom. En af hans skolevenner fik ham til at deltage i et løb kaldet Sydney to the Gong, og selvom det var på den lille Shimano-cykel, nød Graeme løbet.
I januar 1995 købte Graemes far ham en banecykel, så han kunne holde sig i form; hvilket han gjorde hver tirsdag aften i Hurstville-arenaen. Det var også i 1995, at Brown meldte sig ind i cykelklubben St. George Cycling Club, og det var med dén klubs holdtrøje, at Graeme Brown kørte sit første store landevejsløb, skoledrengenes mesterskaber, som han også vandt.
Kevin Standen, et medlem af samme klub, tog Brown under sine vinger, trænede ham og lærte ham alt det grundlæggende om cykelsport. Senere det år deltog han i de nationale mesterskaber i Adelaide. Derefter var det banesæson, og Graeme Brown fik en specialbygget cykel af Jim Bundy. Standen blev ved med at træne ham, og det førte til, at Graeme Brown i 1996 i Perth kom hjem med både en guld og en sølvmedalje, efter at have repræsenteret Australien internationalt.
Derefter, i 1997 overlod Standen træningen af Brown af Gary Sutton, som trænede ham frem mod juniorverdensmesterskaberne i holdforfølgelsesløb.

### Graeme Brown bliver professionel
Graeme Brown blev professionel i 2002 og kom til at kører på Ceramica Panaria-Navigare. Her vandt han mange etapesejre i bl.a. Tour de Langkawi, hvori han også vandt pointtrøjen to gange.
Samtidig fortsatte han sin banekarriere: I 2002 vandt han i scratch og holdforfølgelsesløb i  Commonwealth Games, og i 2004 fik han et kæmpe gennembrud med to guldmedaljer til Sommer-OL; her var han også med til at sætte ny verdensrekord, hvilket han i sin karriere har gjort tre gange.
I 2006 skiftede Graeme Brown til Rabobank, som kørte på UCI ProTour. Her kørte han til 2014, hvorpå han kørte sine sidste to sæsoner hos det australske hold, Drapac Professional Cycling.

### OL-karriere
Brown deltog i tre olympiske lege, alle gange i banecykling. I 2000 i Sydney kørte han på det australske hold i 4000 m forfølgelsesløb, men holdet gik ikke videre fra kvalifikationsrunden og blev samlet nummer fem.
Bedre gik det fire år senere i Athen, hvor han igen kørte holdforfølgelsesløb. Her indledte han kørslen ved sammen med Brett Lancaster, Peter Dawson og Stephen Wooldridge at vinde kvalifikationen. I første runde var Dawson og Wooldridge udskiftet med Bradley McGee og Luke Roberts, og her kvalificerede de sig til finalen i verdensrekordtiden 3.56,610 minutter. De samme fire ryttere var lige så overlegne i finalen mod Storbritannien, hvor de lagde sig i spidsen efter 1000 m og vandt med et forspring på 3½ sekund. Han stillede også op i parløb sammen med Stuart O'Grady. Australierne vandt kun én af de indlagte spurter, men samlede point nok ind til at vinde en sikker sejr med 22 point, mens schweizerne Franco Marvulli og Bruno Risi på andenpladsen fik 15 point og briterne Rob Hayles og Bradley Wiggins på tredjepladsen fik 12 point.
Ved OL 2008 i Beijing var han igen med på Australiens hold i forfølgelsesløbet. Kun tre af guldvinderne fra 2004 var tilbage på holdet, der kørte tredjehurtigst i kvalifikationen og derefter vandt sin kvartfinale mod Nederlandene, som de indhentede. Tiden var dog kun god nok til kvalifikation til kampen om bronze, og her tabte Australien til New Zealand og blev dermed nummer fire.